# Svartvit stare
Svartvit stare (Gracupica contra) är en asiatisk fågel i familjen starar inom ordningen tättingar. Den förekommer huvudsakligen i Sydasien i Indien och Myanmar, sedan östligare populationer numera urskiljs som de egna arterna thaistare och jallastare. Arten är även införd i flera länder, bland annat till Arabiska halvön, Taiwan och Japan.

## Utseende
Svartvit stare är en rätt stor stare med en kroppslängd på 23 centimeter, karakteristiskt tecknad i vitt och svart. Överdelen, strupe och bröst är svarta medan kind, tygel, vingtäckare och övergump är vita. Den har en lång och gul näbb med rött på näbbasen och rödaktig bar hud runt ögat. Könen är lika medan ungfåglarna är mörkbruna där de adulta fåglarna är svarta.

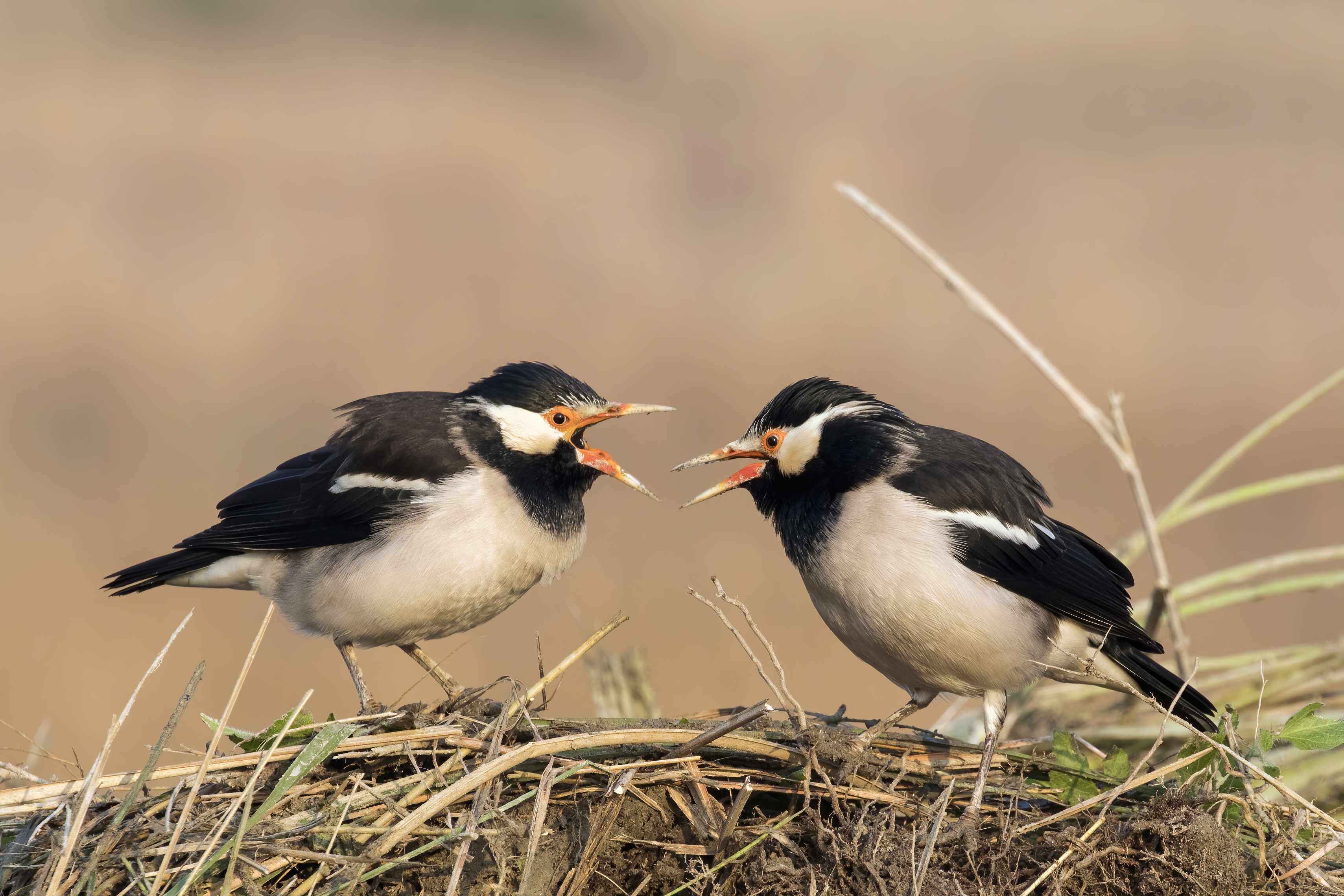

## Utbredning och systematik
Svartvit stare förekommer ursprungligen i södra Asien. Den delas in i två till tre underarter med följande utbredning:
- Gracupica contra contra – förekommer i norra och centrala Indien
- Gracupica contra sordida – förekommer i norra Assam, inkluderas ofta i nominatformen[5]
- Gracupica contra superciliaris – förekommer från Manipur och Myanmar söderut till Tenasserim

Fågeln är även införd till Japan, Saudiarabien, Taiwan och Förenade Arabemiraten.
Tidigare inkluderades arterna jallastare (Gracupica jalla) på Java och thaistare (Gracupica floweri) i Sydostasien, men jalla urskildes som egen art 2016 av Birdlife International. International Ornithological Congress följde efter 2021, men gick då även steget längre att även urskilja thaistaren, baserat på studier. Även svenska BirdLife Sveriges taxonomiska kommitté erkänner sedan 2022 tre arter i komplexet.

### Släktestillhörighet
Tidigare placerades den i släktet Sturnus, men flera genetiska studier visar att släktet är starkt parafyletiskt, där de flesta arterna är närmare släkt med majnorna i Acridotheres än med den europeiska staren (Sturnus vulgaris).

## Levnadssätt
Arten påträffas huvudsakligen i låglänta områden upp till 700 meters höjd, i jordbruksområden, fuktiga gräsmarker och kring bebyggelse. Den ses också ofta vid reningsdammar och soptippar. Fågeln födosöker ofta i små grupper på fält, gräsmattor och öppen mark efter säd, frukt, insekter, maskar och mollusker.

### Häckning

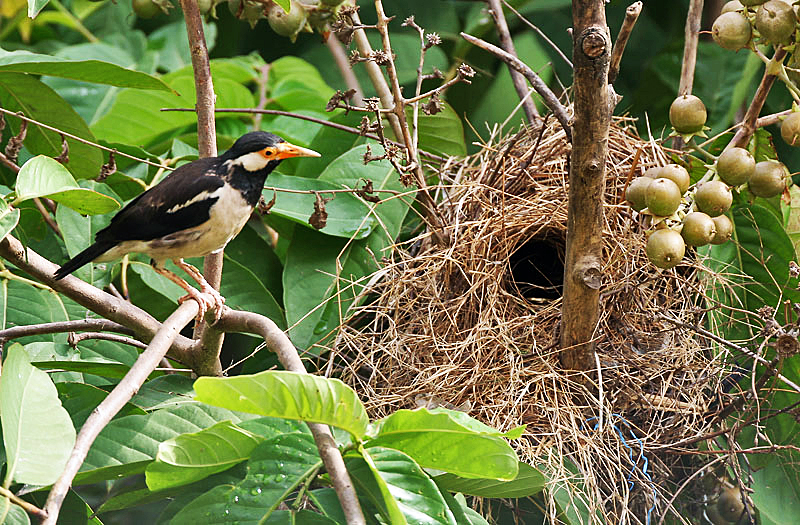
Svartvita staren vid sitt bo.

Häckningssäsongen är från mars till september i Indien. Boet är en lös gräshög som formats till en kupol med en ingång på ena sidan. Det placeras i ett stort träd (som mango, banjanträd eller jackfrukt) eller ibland i någon konstruktion som människan skapat. Honan lägger fyra till sex ägg som ruvas i 14–15 dagar. Båda könen matar ungarna som är flygga efter tre veckor. Svartvit stare kan lägga fler än en kull.

## Status och hot
Arten har ett stort utbredningsområde och tros öka i antal. Internationella naturvårdsunionen IUCN listar den därför som livskraftig (LC). Den beskrivs som generellt vanlig till ganska vanlig, även om den är sällsynt och lokalt förekommande i Pakistan.
Närbesläktade jallastaren, tidigare kategoriserad som underart till svartvit stare, har däremot nästan helt försvunnit de senaste decennierna till följd av fångst för burfågelhandeln. Den tros vara utdöd på Sumatra och på Java tros endast ett mycket litet bestånd finnas kvar i avslägna områden i centrala delen av ön. Det finns också en liten population på Bali som kan härröra från förrymda burfåglar. IUCN kategoriserar därför jallastaren som akut hotad (CR).